# غلاندون
غلاندون هي بلدية في فرنسا، تقع في فيين العليا، بلغ عدد سكانها 795 نسمة وذلك حسب إحصائيات سنة 2013، تبلغ مساحتها 27.47 كيلومتر مربع، رمزها البريدي هو 87500.

## الموقع
تشترك في الحدود مع:
- Saint-Yrieix-la-Perche [الإنجليزية]‏
- Payzac, Dordogne [الإنجليزية]‏
- Saint-Éloy-les-Tuileries [الإنجليزية]‏
- Sarlande [الإنجليزية]‏.